# Heinz von Loesch
Heinz von Loesch (* 20. Mai 1959 in Frankfurt am Main) ist ein deutscher Musikwissenschaftler. Er forscht und lehrt an der Technischen Universität Berlin.

## Leben
Heinz von Loesch ist der Sohn von Achim von Loesch, dem ehemaligen Direktor der Bank für Gemeinwirtschaft, und der SPD-Politikerin Grete von Loesch.
Zunächst absolvierte er ein Cellostudium bei Gerhard Mantel und Pierre Fournier, das er mit der Künstlerischen Reifeprüfung 1983 abschloss. Von 1980 bis 1985 war er Mitglied der Jungen Deutschen Philharmonie. Zugleich nahm er bis 1991 ein Studium der Musikwissenschaft bei Carl Dahlhaus und Helga de la Motte-Haber an der Technischen Universität Berlin auf und wurde dort 1991 promoviert. Anschließend war er zunächst Assistent, dann Wissenschaftlicher Mitarbeiter am Staatlichen Institut für Musikforschung. 1999 habilitierte er sich an der TU Berlin mit einer Studie über den Werkbegriff in der protestantischen Musiktheorie des 16. und 17. Jahrhunderts. Seit 1992 nahm er an der TU und seit 1993 auch an Universität der Künste Berlin Lehraufträge wahr; seit 2007 ist er an der TU außerplanmäßiger Professor.

## Selbständige Schriften (Auswahl)
- Das Cellokonzert von Beethoven bis Ligeti. Ästhetische und kompositionsgeschichtliche Wandlungen einer musikalischen Gattung, Phil. Diss. Berlin 1991, Frankfurt/M. usw. 1992.
- Robert Schumann: Konzert für Violoncello und Orchester a-Moll op. 129, München 1998 (Meisterwerke der Musik 64).
- Der Werkbegriff in der protestantischen Musiktheorie des 16. und 17. Jahrhunderts: Ein Mißverständnis, Hildesheim usw. 2001 (Studien zur Geschichte der Musiktheorie 1).
- Das Beethoven-Lexikon, hrsg. von Heinz von Loesch und Claus Raab, Laaber 2008.